# Crisip de Tiana
Crisip de Tiana (en llatí Chrysippus, en grec antic Χρύσιππος "Khrysippos") fou un escriptor grec sobre gastronomia, o més concretament sobre l'art de fer pastissos i dolços. Ateneu de Naucratis l'anomena σοφὸς πεμματολόψος, i diu que va escriure Ἀρτοκοπικός, una obra sobre l'elaboració del pa. Crisip probablement va viure poc abans que Ateneu.